# Muraenolepis andriashevi
Muraenolepis andriashevi är en fiskart som beskrevs av Arkadii Vladimirovich Balushkin och Prirodina 2005. Muraenolepis andriashevi ingår i släktet Muraenolepis och familjen Muraenolepididae. Inga underarter finns listade i Catalogue of Life.